# Showboats de Memphis (1983)
Ne doit pas être confondu avec Showboats de Memphis (2022).
Les Showboats de Memphis (en anglais : Memphis Showboats) sont une franchise professionnelle de football américain basée à Memphis ayant participé aux saisons 1984 et 1985 organisées par l'United States Football League en . 
Reggie White en a été le plus réputé de des joueurs.
| Saisons | Vic. | Déf. | Nuls | Classements       | Phases finales |
| ------- | ---- | ---- | ---- | ----------------- | -------------- |
| 1984    | 7    | 11   | 0    | USFL 4e Est - Sud | --             |
| 1985    | 11   | 7    | 0    | USFL 3e Est       | Demi-finaliste |